# Paulo de Almeida (político)
Paulo Cardoso de Almeida (Rio de Janeiro, 12 de julho de 1950) é um político e dirigente de carnaval brasileiro.

## Dirigente de carnaval
Foi presidente da LIESA no período 1993-1995 e da LIESGA.
Durante seu mandato na LIESA, por dois anos consecutivos, 1993 e 1994, não houve descenso dos últimos colocados do Grupo Especial, ao contrário do que havia sido estabelecido no regulamento. Em 1995, após ter criado a LIESGA, ascendeu várias escolas da divisão imediatamente abaixo.
Foi presidente da Caprichosos de Pilares e diretor do conselho da antiga LESGA, com a proposta de aumentar os desfile da entidade em dois dias, o que foi feito em 2013.

## Política
Na política, foi vereador em São João de Meriti, depois presidente da Câmara Municipal daquela cidade; após, foi eleito deputado federal pelo Partido Trabalhista Renovador (PTR), pelo Partido Social Democrático (PSD) e, finalmente, no Partido Democrático Trabalhista (PDT), ainda nos anos 90. Em 2010, foi novamente candidato a deputado federal pelo Estado do Rio de Janeiro. Entre as suas propostas, estavam a anistia de grupos armados e a legalização de bingos, mas não conseguiu se eleger.
Em 2012 concorreu a vereador de São João de Meriti pelo PDT, ficando como como suplente na coligação Todos Juntos por Meriti. Obteve 365 votos (0,14%).

## Dirigente esportivo
Foi presidente do São Cristóvão, quando levou o time a disputar pela primeira vez o Campeonato Brasileiro da Série C, em 2000, além de ter se candidatado a presidente da FERJ. Por vários anos foi patrono do Tomazinho Futebol Clube, time tradicional de São João de Meriti.